# Organització de barri Túpac Amaru
L'Organització de Barri Túpac Amaru és una agrupació política argentina sobretot de la província de Jujuy, encara que té altres seus en 15 de les 23 províncies argentines. Fundada com una separació de part de l'organització de la CTA per la dirigent argentina Milagro Sala, actualment té al voltant de 150.000 afiliats i 4.500 en actiu.
Túpac Amaru s'ha pogut consolidar per la forma d'administrar els recursos de què disposa i desplegar una xarxa institucionalitzada de serveis que garanteix drets per als sectors populars informals, que inclouen la construcció d'habitatges, i la provisió de serveis com la salut i l'educació.(3) Es tracta de la segona plataforma ocupacional de la província, al costat d'Ingenio Ledesma, després de l'estat provincial.[4][5] Les activitats que promou van des de l'organització de copes de llet fins a la construcció d'habitatges i l'engegament d'altres cooperatives de treball –tèxtils o metal·lúrgiques–, a més de l'administració d'altres programes estatals com la repartició de bosses d'aliments i l'assessorament legal. A més, l'organització té poliesportius, centres de salut, escoles primàries i secundàries, etc.
Després del canvi del color del govern provincial, l'organització patí diverses denúncies judicials. Així mateix, el nou governador Gerardo Morales li llevà, mitjançant un decret, llevar la competència jurídica, la direcció de les escoles, i el finançament de les obres.

## Història

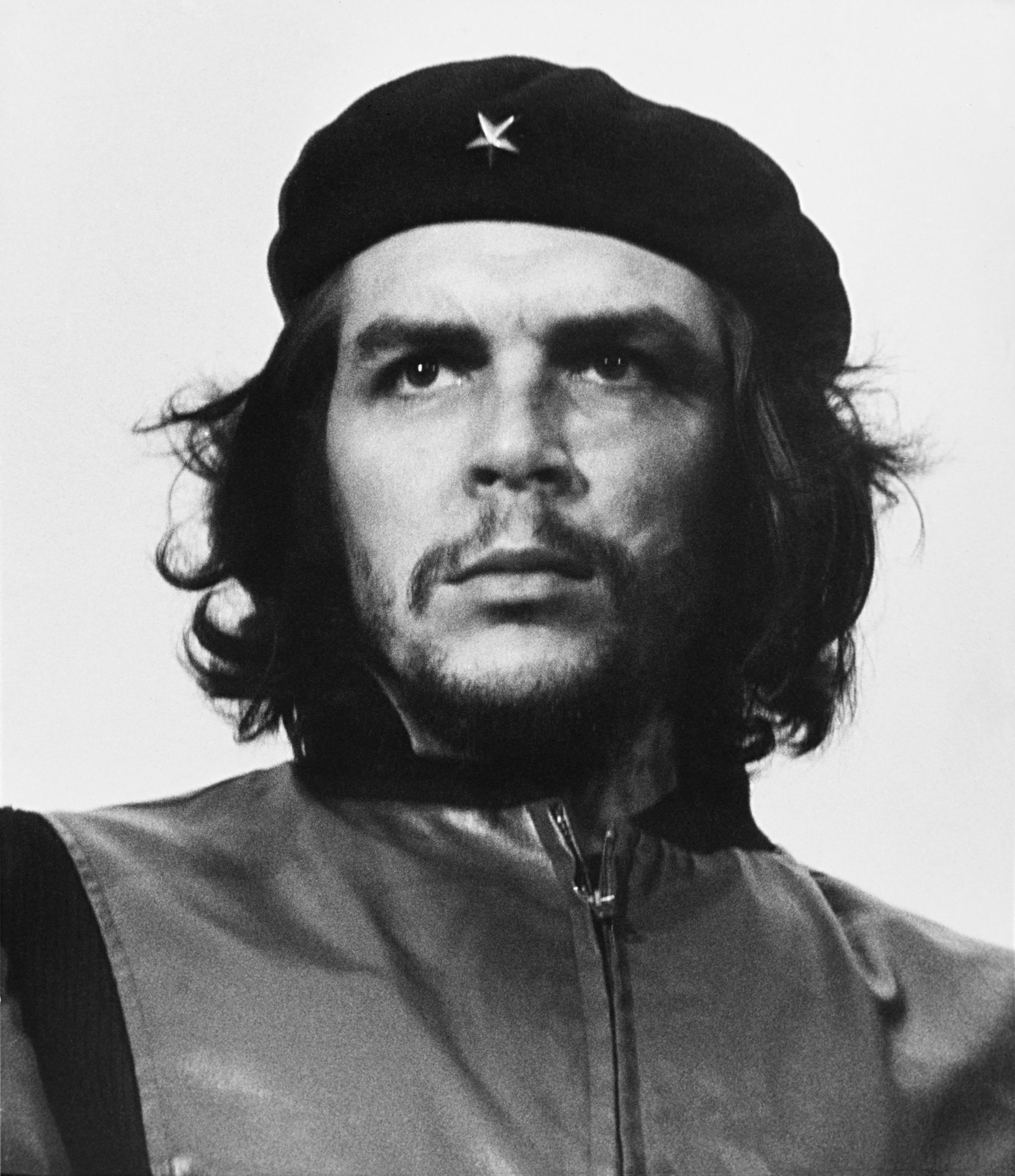
Ernesto Che Guevara (1928-1967), símbol de l'agrupació Túpac Amaru

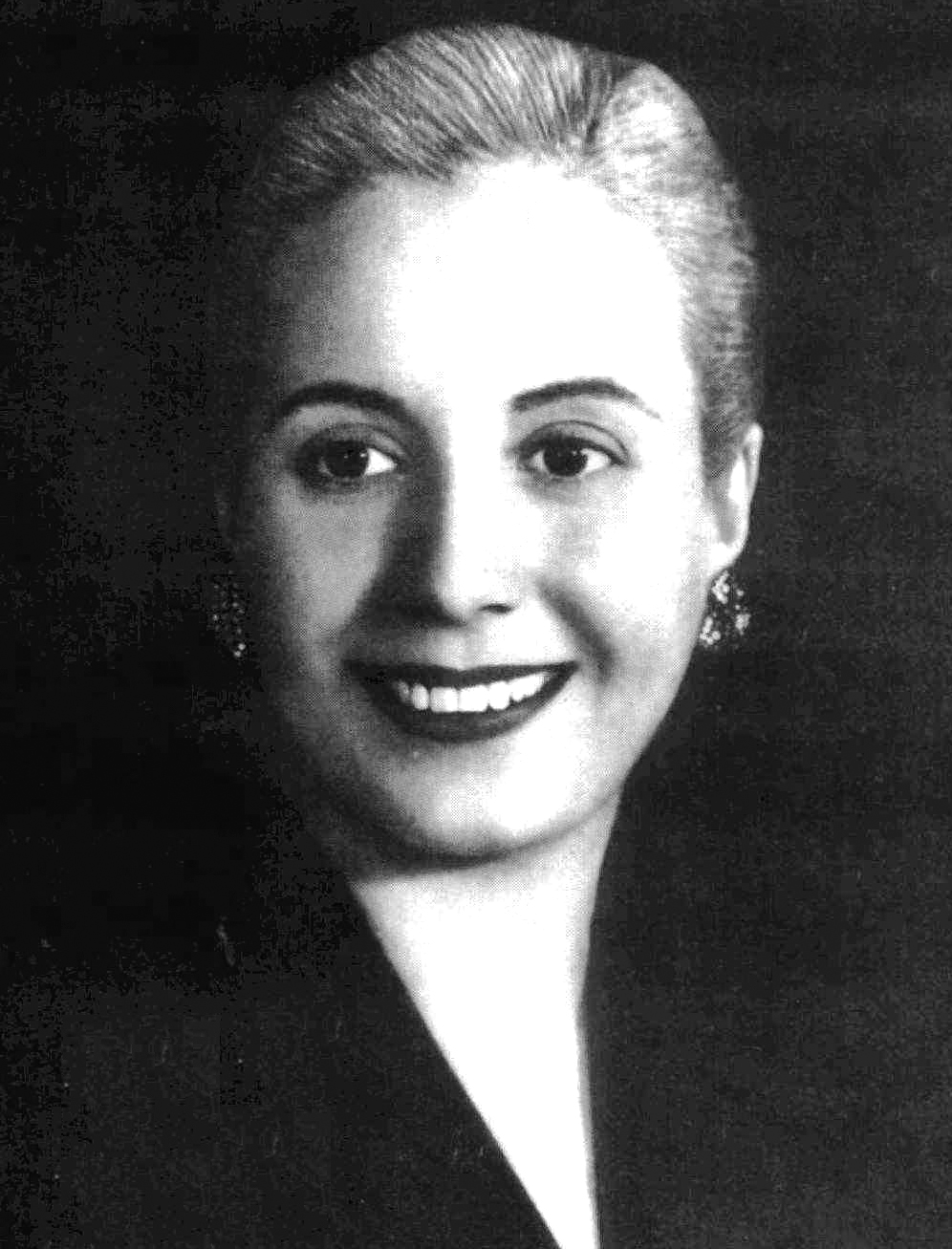
Eva Perón (1919-1952), símbol de l'agrupació Túpac Amaru

Des de la tornada a la democràcia al 1983, una sèrie de crisis econòmiques provocaren acomiadaments massius en les principals empreses provincials, entre aquestes Ledesma i la mina Aguilar.[6] Gran part d'aquest grup d'aturats fou absorbit per l'estat provincial, que els assignà el que es coneixia com a "tasques sense vinculació productiva", l'equivalent a treball de baixa qualificació. Així, durant la dècada de 1980, a la província de Jujuy, l'estat provincial augmentà la seua participació per ser el major ocupador de la província; segons el cens de 1980 hi havia un 57,3% d'empleats estatals i segons el cens de 1991, el nombre s'havia apujat al 83,7%. Amb la presidència de Carlos Menem, s'adoptaren les directives del Fons Monetari Internacional que incloïen, entre d'altres, acomiadaments i retallades salarials als empleats estatals.[8]
El 1988 es va formar el Front de Gremis Estatals, com a entitat representativa del creixent nombre d'empleats estatals en precari. En la dècada de 1990, les privatitzacions d'empreses públiques, per exemple Alts Forns Zapla, agreujà la situació sociolaboral de la província. El Front de Gremis Estatals arribà, amb el pas del temps, a coordinar accions amb altres entitats com Corrent Classista i Combatiu (CCC) i la Central de Treballadors de l'Argentina (CTA).[6] L'organització barrial de la CTA, que després adoptaria el nom d'Organització Barrial Túpac Amaru, al 1998 se centrà en San Salvador de Jujuy amb l'organització de la provisió de copes de llet per a xiquets de famílies d'aturats.[9] El 1999 l'organització, ja amb el nom d'Organització Barrial Túpac Amaru, començaria a actuar als ravals de la ciutat de San Salvador de Jujuy.[10]
L'organització barrial de la CCC i l'organització barrial de la CTA, malgrat cooperar a la primeria, entraren en un període de competència i conflicte. Segons Battezati, aquest fet es degué que la CCC "sostenia una visió revolucionària del canvi que la CTA no compartia".[11]
La Túpac Amaru començà a fundar delegacions en altres províncies argentines, com Salta, Tucumán, Santiago del Estero, Capital Federal, Vila 31, Mendoza…

### Partit polític
El 2012, en una assemblea l'organització decidí fundar un partit polític denominat Partit per la Sobirania Popular, a partir de l'any 2013.
El Partit per la Sobirania Popular fou reconegut per la província de Jujuy al maig de 2013. Presentà davant la Juticia Electoral un rècord històric d'afiliacions a la província amb la inscripció de més de 73 mil fitxes d'afiliats.[15]
El partit s'ha presentat dins de Front Units i Organitzats per la Sobirania Popular, amb sis diputats provincials i una sèrie de regidors en diferents localitats de la província en els primers dos comicis en què participaren (2013-2015). Amb un 12% i un 8% dels vots en les darreres dues eleccions, són tercera i quarta força, respectivament.[16]

### Ideologia política
El 1999, les dues opcions en pugna per donar nom a l'organització foren Che Guevara i Tupac Amaru, i amb una decisió assembleària guanyà la designació del nom del rebel indígena «perquè consideraren que tenia més a veure amb el context local». Les figures històriques de Túpac Amaru, el Che Guevara i Eva Perón, però, són part de la tríada simbòlica més reconeguda en la ideologia de l'organització fins ara.[17]

Sobre la relació entre el sindicat de l'ATE, part de la CTA, Milagro Sala va explicar:
| «              | Ací ATE té prou força. Ens hem acostumat a fer açò: quan ATE té un problema, té la Túpac a la vora; quan la Túpac té un problema, té ATE al costat. Eixim sempre plegats, per això respecten molt a Jujuy l'ATE. | » |
| — Milagro Sala | |   |

Els membres de l'organització es reconeixen com a indígenes, com a part de la comunitat LGBT de la ciutat, com a pobres, com a negres. Aquesta agrupació indigenista té com a model polític Evo Morales, president de la República de Bolívia i es considera l'única organització social que capta políticament comunitats indígenes.[19]

## Característiques de l'organització

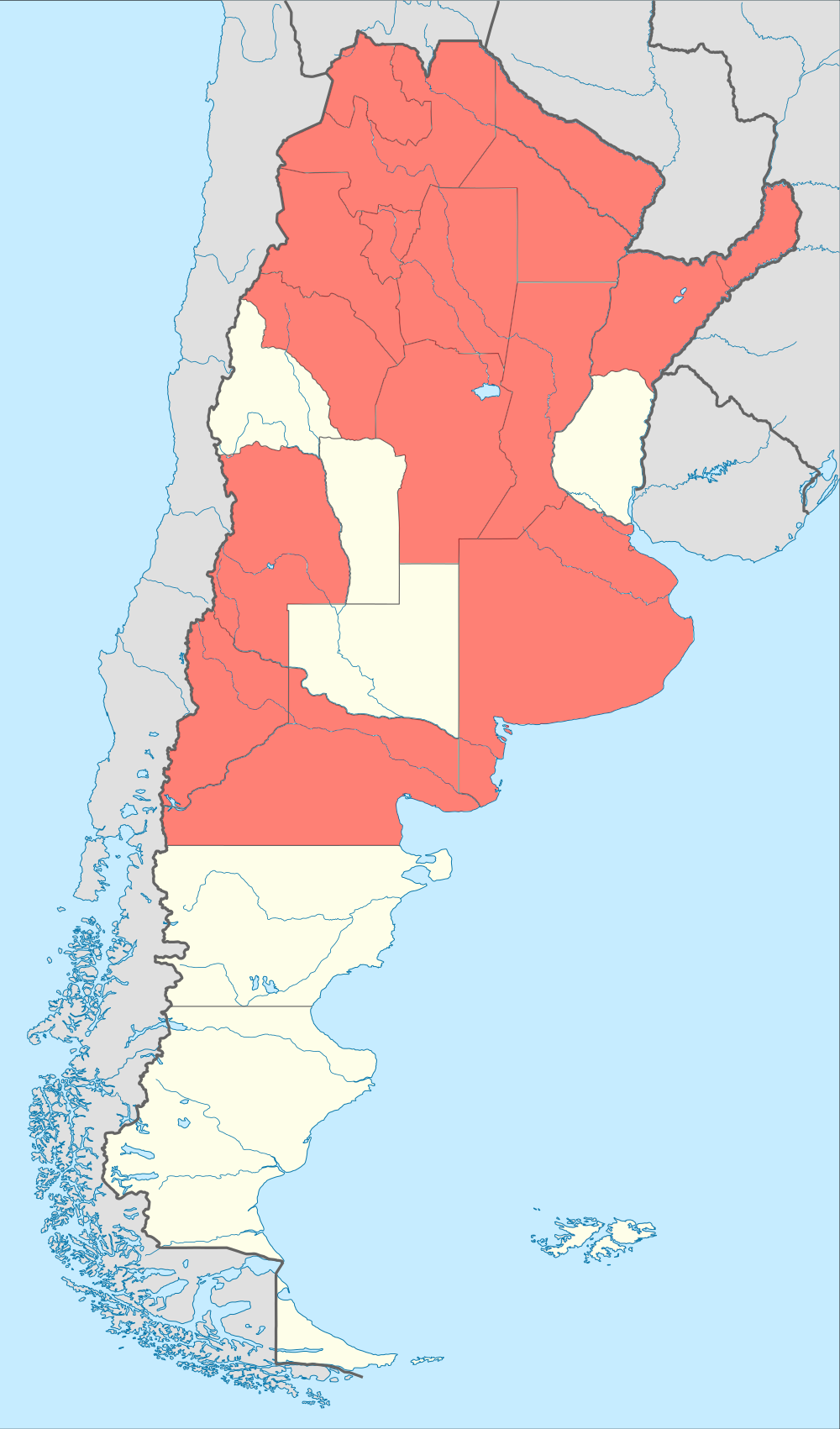
Províncies on l'organització té presència

La Túpac Amaru presenta característiques que la diferencien d'altres moviments de treballadors aturats, perquè articula demandes que van més enllà del treball, incorpora demandes de dones dels sectors populars i els seus llocs directius són ocupats en bona part per dones.[3][21]

### Provisió de béns, serveis i drets
L'Organització Barrial Túpac Amaru té un ampli entramat de provisió de béns, serveis i drets en les àrees de treball, seguretat social, pensions, salut, educació i lleure per a sectors populars informals, desprotegits per l'estat. L'organització ha construït una obra social; té escoles de primària, secundària, i un cicle terciari de formació professional on els integrants obtenen títols legals. Quant als serveis de salut, té centres d'atenció primària, farmàcies i consultoris equipats amb tecnologia superior a la dels hospitals públics, a més d'un centre d'atenció de discapacitats de 5.000 m². La Tupac Amaru realitza campanyes de prevenció amb ambulàncies i personal propi. També té espais recreatius per a esports. Un darrer element central de la Tupac Amaru és la circulació de béns culturals. Les activitats socials i de lleure al barri Tupac Amaru de San Salvador de Jujuy s'organitzen al voltant de tres espais: un parc aquàtic amb piscina, una reproducció a escala real del temple del Sol de Bolívia, on es realitzen els festeigs de l'Inti Raymi al juny, i una àrea de torradors i jocs infantils. [22][21]

### Inclusió de dones i minories

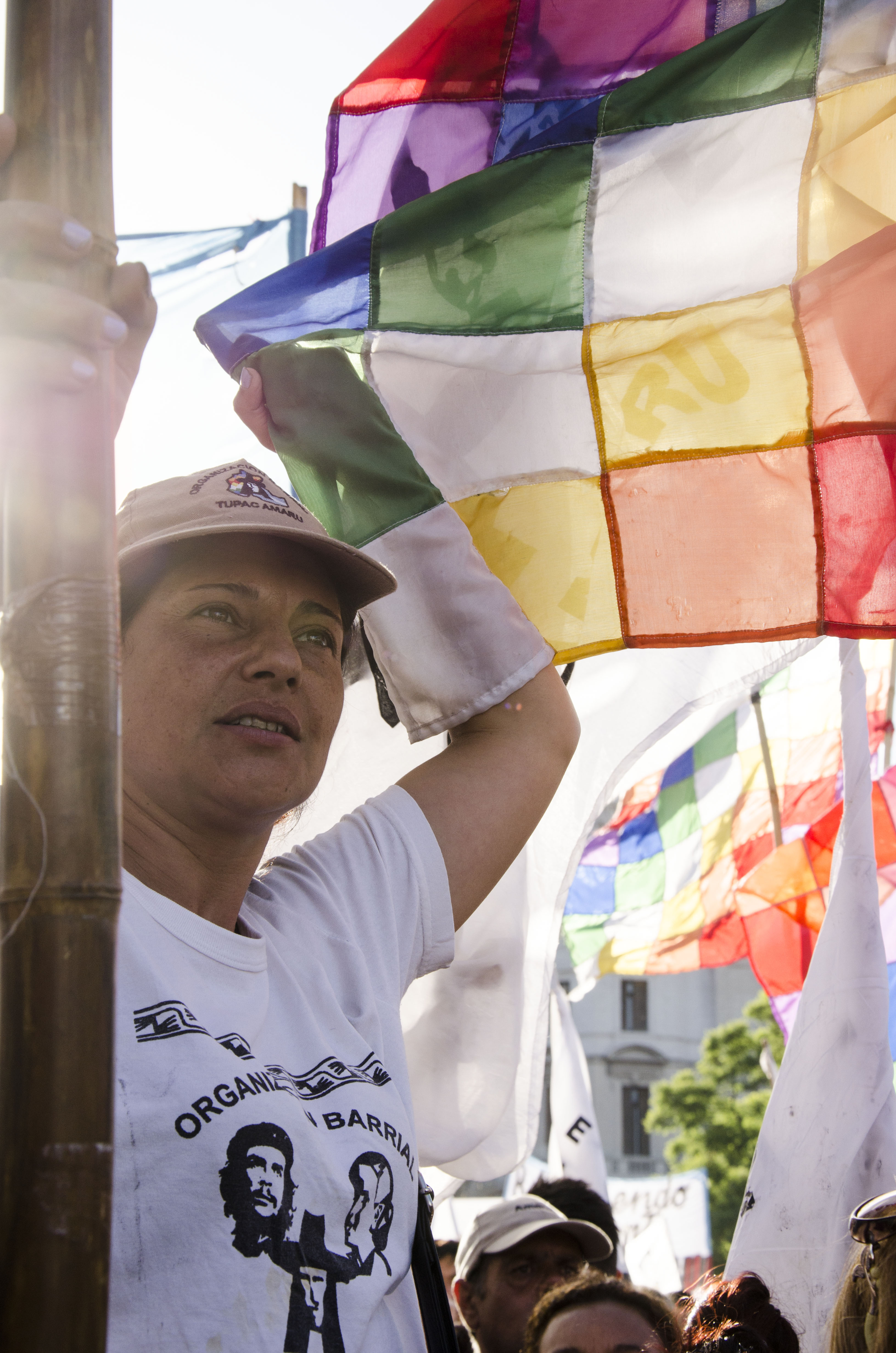
Militant de l'Organització Túpac Amaru manifestant-se per la llibertat de Milagro Sala al gener del 2016

L'organització presenta una direcció mixta amb un clar protagonisme de dones joves, representat per Milagro Sala i el seu cercle íntim. El lloc protagonista de les dones en l'organització es dona en un context provincial conservador, amb accentuades desigualtats de gènere que dificulten la participació política de les dones.[nota 1][21] Segons Gaona, entre les militants de l'organització hi ha «la genuïna consideració per part de les dones que no existeix espai per a elles fora de la Túpac». No sols no s'aconsegueixen àmbits laborals en condicions dignes, de respecte i participatives, sinó, sobretot, és impossible assolir un habitatge.
Les activitats que es troben a la base i la consolidació de l'organització -menjadors comunitaris i construcció d'habitatges- tenen marques de gènere i classe, ja que solen realitzar-les dones i homes de sectors populars, respectivament. En alguns casos, sobretot en les etapes inicials de l'organització de les cooperatives, les dones participaren directament en la construcció d'habitatges.[24] En els àmbits de l'economia es proposen estratègies explícites de paritat en el treball productiu, de conciliació en la cura que realitzen les dones i de tolerància zero a la violència de gènere.[21] Un nombre significatiu dels obrers eren i són dones, gran part de les quals no havien tingut fins a entrar a la Túpac Amaru experiència prèvia en obra de paleta, ferreria i construcció.[25] Entre les dones, un gran nombre de les incloses en els projectes de construcció d'habitatges estan embarassades, o són mares solteres, analfabetes, expresidiàries, amb problemes de salut (sobrepés, per exemple) i d'una edat que no entra en els requisits que s'exigeixen habitualment en l'univers laboral privat. D'altra banda, és rellevant la participació de les dones ocupant un rol, no sols com a constructores o obreres,[nota 2] sinó com a presidentes de cooperatives i encarregades d'obres, càrrecs jeràrquics poques vegades aconseguits per dones en l'àmbit laboral, en l'acció sindical, i en el treball popular i comunitari.
Així mateix, s'ha assenyalat que l'organització ha esdevingut un àmbit de trobada de moltes dones lesbianes i trans, perquè no sols és un lloc d'oferta d'ocupació relativament estable –en un sector molt vulnerat a partir de la classe, el gènere, la sexualitat i l'elecció afectiva–, sinó que també treballa com a espai distanciat de la normativa heterosexual més violenta, des dels espais institucionals generats per a la promoció del respecte i la valoració, fins al desenvolupament afectiu públic més quotidià entre militants i obreres.
La Túpac Amaru s'involucra en els casos de violència de gènere, expulsant els acusats per aquests crims de l'organització i les cooperatives.[nota 3]

### Indigenisme
L'Organització Túpac Amaru s'originà en una de les províncies que major quantitat de descendents de pobles originaris amerindis,[nota 4] i adopta diferents elements indígenes com a punt d'identificació, com a discurs de lluita, com a construcció d'una memòria col·lectiva. Utilitza elements de diferents pobles com l'aimara, el quítxua i el guaraní, a causa que ponderen ser descendents de pobles indis.
L'organització pren l'exemple de l'estat plurinacional de Bolívia i incorpora simbologia indígena, com la wiphala, i els sons de pututus i erkes. Així mateix, se n'adoptaren elements d'arquitectura i construcció de l'espai. Al Barri Túpac Amaru, de San Salvador de Jujuy, es construí una rèplica del temple de Kalasasaya, amb l'assessorament de xamans aimara.[30]
Així mateix, l'organització creà mecanismes perquè els seus militants puguen conéixer els seus orígens, entre ells es troba la incorporació de la matèria “Pobles Originaris” en el currículum de secundària dels establiments educatius al seu càrrec, aquesta matèria no està en el programa oficial.[30]
L'organització adoptà algunes cerimònies dels pobles originaris de Jujuy, sobretot les de les dates dels solsticis. L'Inti Raymi, el 21 de juny; el Kapaj Raymi, el 21 de desembre i la cerimònia de la Pacha Mama, l'1 d'agost, entre d'altres. Aquestes cerimònies reforcen les vinculacions de la Túpac Amaru amb diferents grups ètnics, com maputxes, guaranís, kolla, qom, lules vilelas, diaguita, etc.[30]
En celebracions o mobilitzacions importants es dona la presència de Mama Quilla, membre del Consell d'Amautes, que acompanya al president Evo Morales. Mama Quilla representa una autoritat espiritual, que augura energies positives.[30]

## Obres

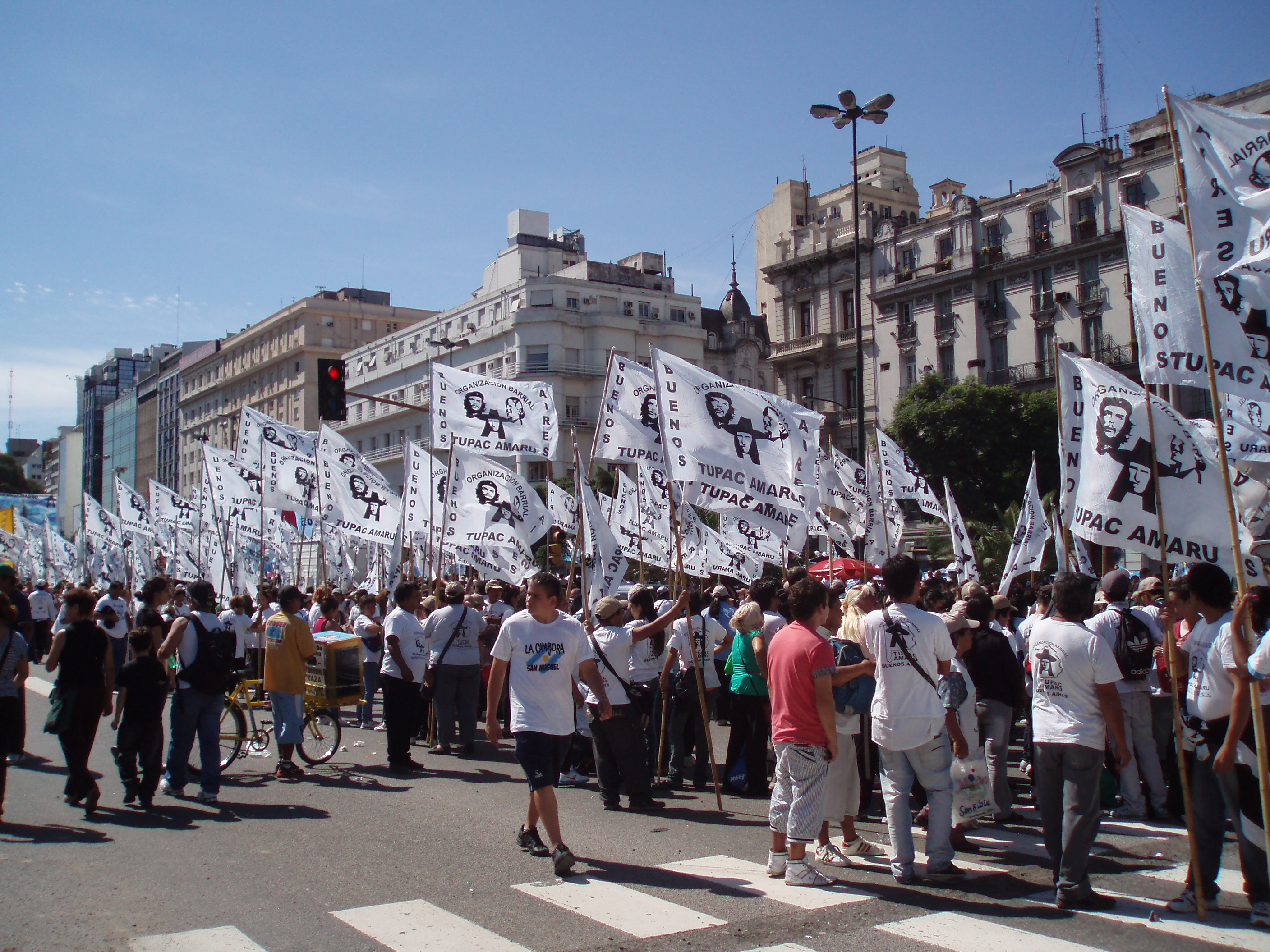
L'Organització Túpac Amaru en la marxa pel Dia de la Memòria per veritat i la Justícia, el 24 de març de 2013

### Copes de llet
Al principi, l'organització s'ocupà quasi exclusivament de la provisió de copes de llet per a infants de famílies aturades. Aquesta copa de llet consisteix en una pràctica que s'estengué a Argentina, en la dècada de 1990, per pal·liar els alts nivells de pobresa, garantint un mínim d'alimentació. Els fons per a aquestes polítiques assistencials venen de finançament propi a vegades i d'altres són fons estatals administrats per dirigents barriales, per la qual cosa s'anomena ara "copa de llet" el fet de reunir-se per organitzar i distribuir periòdicament la llet i mercaderia al barri.
Així enteses, les "copes de llet" de la Tupac estan compostes per un delegat, un subdelegat i un tresorer, a més dels afiliats. Econòmicament, les "copes" se sustenten per la mercaderia que la Tupac rep per a distribuir, a més d'una contribució que els membres de la "copa" fan. La forma concreta que aquestes prenen varia considerablement entre l'una i l'altra, però solen consistir en berenars que es preparen dues o tres vegades per setmana, i que es complementen amb tallers o classes de suport. No cal que els pares dels nens siguen membres de la copa: el nombre d'infants sobrepassa molt en nombre als seus membres.
Des del principi de l'organització i fins ara, els membres de la Túpac Amaru han d'organitzar o participar en una "copa de llet", perquè «cal experimentar la solidaritat comunitària, vinculada al treball afectiu estés al barri».[21]
| «           | «cap tupaquer pot deixar de tenir l'experiència de la Copa de llet perquè és on es manifesta la solidaritat» | » |
| — Raúl Noro | |   |

Aquest és el sistema més integral d'organització a què responen els militants. En l'actualitat la Túpac té més de 1.200 copes de llet en tota la província.[32]

### Educació
L'organització construí dos edificis educatius de 2.500 alumnes, amb 250 professors que reben el salari de Túpac Amaru. Les institucions dedicades a l'educació vinculades amb l'organització són de gestió social. Les institucions inclouen el foment a l'estimulació de la primera infància, nivell inicial, primari, secundari i terciari, Pla FinEs, beques, classes de suport i tallers.[34]
L'organització segueix les teories pedagògiques conegudes com a educació popular, i «considera l'educació com un camí per obrir futur, i «els estudiants com a subjectes pensants, amb els seus propis sabers, necessitats, problemàtiques, cultures, i com a persones capaces de ser part d'una nova consciència social, crítica i solidària».

#### Actualitat
El març de 2017, el govern de Gerardo Morales determinà la «caducitat» de l'Escola de Gestió Social Bartolina Sisa, el Col·legi Secundari Olga Márquez de Aredez, l'Institut d'Educació Superior Túpac Amaru i el Centre d'Educació Integrada per a Joves i Adults Germán Abdala, i la transferència a l'òrbita del Ministeri d'Educació de la província com a «institucions educatives de gestió estatal». Així mateix, determinaren que s'eliminaren els noms de Germán Abdala i Túpac Amaru a dos dels establiments.
El mes d'agost, els treballadors de les escoles denunciaren que des de la seua transferència al Ministeri d'Educació provincial no se'ls han pagat els sous; també digueren no tenen a qui reclamar-los, ja que l'interventor mai es troba en cap escola, i que se'ls respon que per pagar-los s'ha d'esperar la signatura d'un expedient per part de la ministra d'Educació de la província.

### Salut
L'organització ha creat dos centres de salut, on atenen més de 42 metges, i hi ha farmacèutics, bioquímics, i infermers. Ofereixen consultoris de medicina clínica, oftalmologia, odontologia, pediatria, traumatologia, otorrinolaringologia, ginecologia, cardiologia, cinesiologia, fisioteràpia, etc. També hi ha laboratori d'anàlisis clíniques, la sala de raigs X, un tomògraf axial computat i un mamògraf. Es possibilita l'accés a medicaments de tot tipus proveïts en la farmàcia de l'organització.

### Fàbriques
L'agrupació sosté que va construir només a Jujuy 1.500 habitatges; generà 4.000 llocs de treball, i les seues plantes tèxtils produeixen 30.000 guardapols per mes, més que moltes empreses de primera línia.
S'hi establiren sis fàbriques amb fons del Ministeri de Desenvolupament Social que ocupen 600 exaturats.
La Túpac Amaru creà també una fàbrica de blocs de construcció, i amb els quals s'estalvien bona part dels costos dels habitatges.

### Conjunts d'habitatges
La Túpac Amaru, coordinant el treball de cooperatives d'habitatge, construí, en el marc del Programa d'Emergència Habitacional del govern, destinat a aquestes organitzacions socials, un total de 8.000 habitatges als municipis de San Salvador de Jujuy, Humahuaca, Palpalá, San Pedro, Calilegua, San Martín, Monterrico, El Carmen, La Esperanza i Perico.[50][51]
La majoria dels barris té piscina de natació, cibercafé, telecabines, minimercat i espai per a esports.
El cantry
Alt Comedero és un barri situat al sud-est de la ciutat que s'origina en un pla d'habitatges l'any 1986 i al 2009 tenia una població de 185.000 habitants, la qual cosa representa més de 20% de la població total de San Salvador de Jujuy. Una bona part del barri Alt Comedero està format pel barri d'habitatges de la Túpac Amaru. Té construïts 3.000 habitatges i li diuen «el cantry de la Tupac».
El barri té molt diferenciat el seu perímetre; les cases són totes iguals, a dins del barri es disposa d'una escola i guarderia infantil, un poliesportiu i un parc aquàtic (amb la piscina més gran de tot el nord-oest argentí), un centre cultural (amb un cinema), un centre de salut, el Centre Model Integral de Rehabilitació (CEMIR), una fàbrica tèxtil, una de blocs, una de mobles de canya, una metal·lúrgica, etc.[54] Allí també el barri té un Saló d'Ús Múltiple (SUM), destinat a menjador comunitari sobretot per als xiquets de la guarderia i als ancians, on es fan actes i festeigs. Les guarderies estan situades a l'edifici adjacent, és on en molts casos, les obreres embarassades són traslladades durant els mesos d'embaràs en aquestes tasques.[47]
Parcs
Hi ha a més un parc aquàtic i un parc temàtic. Els parcs estan pensats per als xiquets. El parc aquàtic reflecteix l'obsessió de Milagro Sala per les piscines. Té cascades, tobogans i consta de diverses piscines encadenades. El parc temàtic té dinosaures gegants amb escultures de follets patagons d'un dibuix animat nacional.

### Cultura
Ràdio
L'organització té una ràdio de freqüència experimental, la «Túpac», autoritzada pel COMFER.
Centre Cultural
Un dels darrers grans edificis construïts per l'organització és el «Centre Cultural Túpac Amaru», situat al barri d'Alt Comedero, que ofereix un cinema teatre, una sala de computació i diferents sales utilitzades per als tallers.

## Finançament
A partir de 2003 la Túpac rebé plans per a construir habitatges de 54 m2, amb dues habitacions, cuina menjador, bany i safareig.
Cadascun d'aquests habitatges socials, que a una empresa privada li costarien 130.000 pesos i donaria només una ocupació i mitja, a la cooperativa li costen 86.700 pesos i donen ocupació a quatre persones, perquè produeixen elles mateixes els blocs de ciment i les fusteries metàl·liques.
Construir 200 cases populars, que a les constructores privades els costaria dos anys o més, a les cooperatives de la Túpac Amaru els costa sis mesos.
Realitzen el manteniment dels edificis públics i escoles com a cooperativa social. La Túpac té 8 d'aquestes cooperatives i s'encarrega de la majoria dels treballs.

### Rendició de comptes
El 2009, el radical Gerardo Morales va dir que la Túpac Amaru no retia comptes dels fons que rebia.
L'auditor general de la Nació, el radical Leandro Despouy no confirmà la denúncia de Morales:
Segons l'auditoria que se'n feu, es remarcà que l'organització havia realitzat les obres íntegres «no obstant quedar un saldo d'impagament» i que aquestes se'n realitzaren amb 32 obrers en lloc de 16, per donar treball “a més quantitat de gent”.

## Activitats i organització

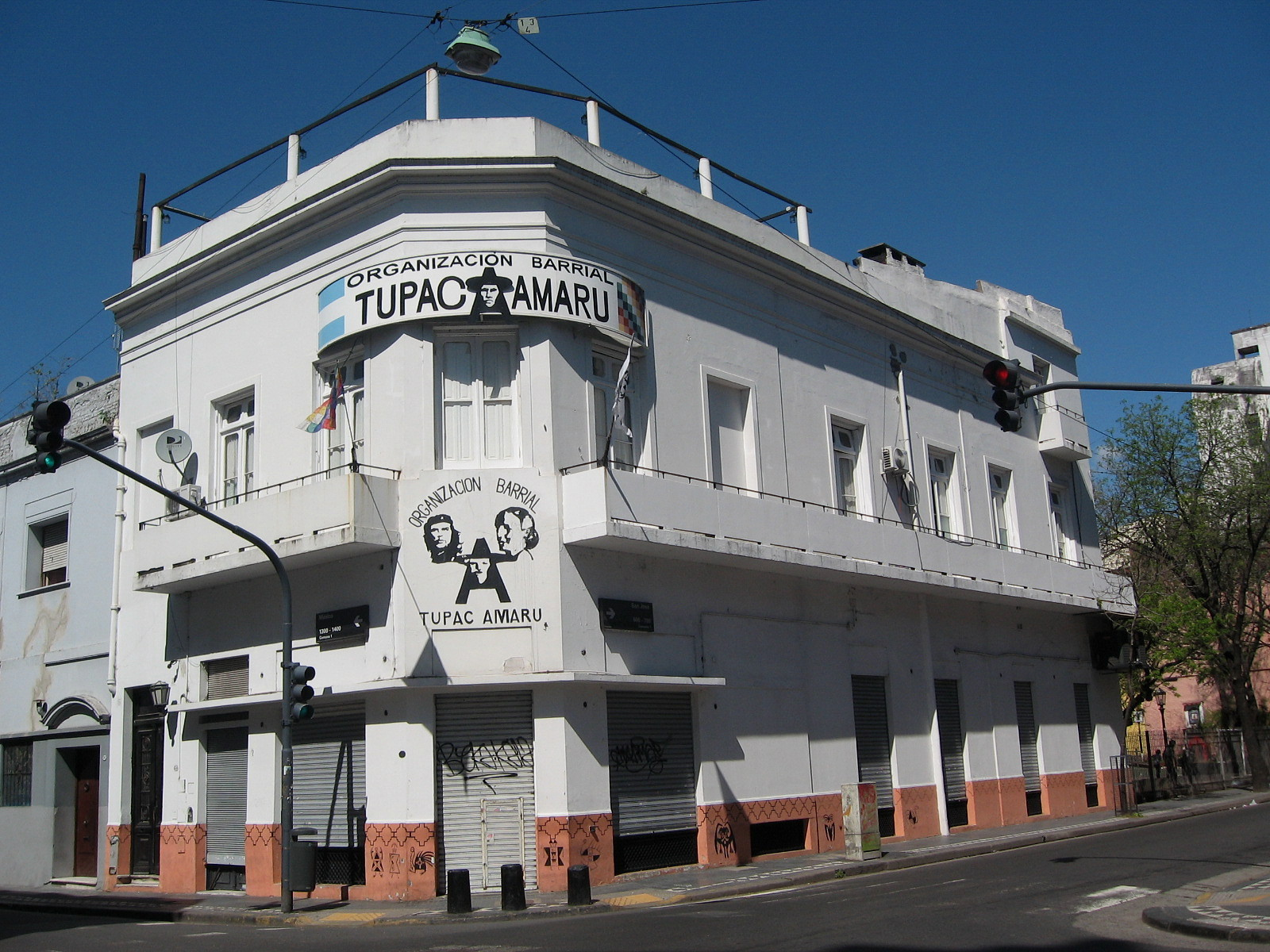
Seu de l'Organització de Barri Túpac Amaru a Buenos Aires

Les principals decisions de l'organització s'adopten en assemblea setmanal, de 900 delegats. L'organització té unes 400 unitats barrials a Jujuy i és en dèsset províncies. La seua estricta disciplina prohibeix el consum d'alcohol i estupefaents i va disposar que tots els treballadors havien d'estudiar.
Cada any se celebra l'Inti Raymi, cerimònia en honor del Déu Sol, presidida per la Mama Quilla, que, juntament amb Milagro Sala, els amauta, fills, amics i presents, en realitzen les ofrenes.
També se celebra cada any la cerimònia de la Pacha Mama, que forma part de la cultura mil·lenària dels pobles originaris.
També realitzen la Marxa Nacional Indígena.
Realitzen activitats culturals, bingo, fira d'empanades, fira de truites i pa casolà, tómbola i lliurament d'una copa de llet amb pa per als més menuts.
Dues festivitats són clau en l'organització: el dia del nen (primer diumenge d'agost) i el dia de reis mags (6 de gener). La Túpac Amaru organitza celebracions els dissabtes propers a ambdues dates.

## Suport polític
Si bé l'organització recolzà diverses activitats que demostraren una adhesió al govern de Cristina Fernández de Kirchner, es defineix com de caràcter autònom. Ha tingut diferents tipus de relació amb els diversos nivells governamentals: de col·laboració amb el govern nacional, de competència o conflicte amb el província i mixt amb els municipals. «El vincle amb el kirchnerisme és llegit per l'organització, d'una banda, en termes instrumentals (que possibilita nous recursos) i d'altra banda, com a construcció estratègica, entenent a l'estat com un espai de resistència i construcció política. Es pot observar un marcat rol actiu dels integrants de l'organització en processar les oportunitats polítiques que es configuren amb l'arribada del govern kirchnerista, no sols aprofitant-les, sinó redefinint les seues accions i creant noves oportunitats i sentits».
L'organització ha tingut diverses invitacions del govern per formar part dels funcionaris dins l'estructura estatal, però «optà per prioritzar la seua estratègia de desenvolupament territorial, i així acumular capital polític conduent a construir la seua pròpia eina electoral, sense perdre la seua horitzontalitat i mobilització, preservant més autonomia i capacitat de negociació».[69]

Expressa Totino Bermúdez:
| « | La Túpac té una història, i a dins, un reconeixement, primer a Néstor i ara a Cristina. Han empentat un projecte nacional. Per als que venim de lluny, que hem arrossegat frustracions i molts companys assassinats per la dictadura, aquesta etapa ens diu que no equivoquem el camí. Potser un ha equivocat alguna forma d'implementar polítiques en el passat, però no l'objectiu, que continua sent el de sempre: alliberament o dependència. | » |

Juntament amb altres agrupacions vinculades als drets humans, impulsà l'inici i continuïtat de recerques i judicis per delictes de lesahumanitat, promovent paral·lelament la commemoració de figures representatives de lluites socials, com el dirigent miner Avelino Bazán, desaparegut el 1977 per la dictadura militar.[24]
En el marc del bicentenari, més de 15.000 integrants de comunitats originàries ferenr la Marxa dels Pobles Originaris cap a Plaça de Maig per acostar-li un document a la presidenta Cristina Fernández, anomenat "Pacte d'estat amb els Pobles Originaris per a la creació d'un estat plurinacional", un escrit realitzat a iniciativa de kolla, guaranís, maputxes, diaguita i qom-tobas, entre d'altres; i fou consensuat en les instal·lacions de la Túpac Amaru de Jujuy al desembre del 2009.

## Atacs contra l'organització
El dilluns 21 d'octubre de 2013, una manifestació va sofrir un atac de trets en plena campanya electoral, i dos militants hi resultaren ferits. Es pogué detenir tres dels atacants, però la resta s'escapolí. Un dels detinguts treballava en la municipalitat de la capital provincial. El senador Gerardo Morales afirmà que devia tractar-se d'un «enfrontament entre màfies». Raúl Noro —espòs de Milagro Sala— li contestà: «No fou un enfrontament, fou una emboscada i atemptat contra Milagro Sala i contra la Túpac». El fiscal Aldo Lozano confirmà que havia estat una «emboscada» que tenia per objectiu «matar». Davant els mitjans de comunicació remarcà que ―fins que la justícia no n'aixequés el secret de sumari― s'havia de mantenir la reserva dels noms dels sospitosos encara no detinguts per no afectar-ne la cerca.
El senador Gerardo Morales feu una conferència de premsa, en què divulgà els noms dels imputats que no havien pogut ser detinguts. La dirigent acusà a Gerardo Morales d'haver pagat 4.000 pesos per cremar la tomba del seu pare. Miracle Sala responsabilitzà el senador radical Gerardo Morales per l'intent d'assassinat, assegurant que els autors materials de l'atac «són els mateixos que pinten i posen cercaviles per als radicals». En el mateix sentit es pronuncià el fiscal que investiga la causa, en confirmar que els atacants estan relacionats amb alguns funcionaris municipals de la capital provincial i eren utilitzats de mà d'obra per pintar parets o pegar cartells de la UCR.
Cap a finals de 2016, persones no identificades feren destrosses i saquejaren les instal·lacions del poliesportiu i del parc aquàtic que l'organització havia construït a Ledesma, i incendiaren el poliesportiu de San Pedro.
Al novembre de 2016, l'organització denuncià l'atac a la seua seu de Buenos Aires. En aquestes hores, el Comité per la Llibertat de Milagro Sala protestava a la plaça de Maig sol·licitant-ne la llibertat.
El juny de 2017, la seu de l'organització a Calilegua, on també funcionen un taller tèxtil i una perruqueria, fou atacada i uns desconeguts hi cremaren les banderes de l'organització.

## Denúncies

### Acampada a la plaça central de Jujuy
Al desembre de 2015, el governador Gerardo Morales anuncià la bancarització del sistema d'assistència social jujeny i demanà a les cooperatives que identificaren els seus integrants. Les protestes començaren quan decidiren fer aquest reempadronament de beneficiaris de plans i cooperativistes, amb l'argument de «transparentar» i «regularitzar» el repartiment de diners públics estatals per a ajut social.
El 14 de desembre de 2015 la Túpac i altres 27 organitzacions socials començaren una protesta consistent en una acampada a la plaça principal de Jujuy, la plaça Belgrano, enfront de la Casa de Govern de la província, i tallaren carrers cèntrics de la ciutat de San Salvador de Jujuy.
Només l'Organització Barrial Túpac Amaru, de les 28 organitzacions, fou denunciada judicialment per l'acampada el gener de 2016, argumentant que aquesta «havia causat temor en la població i atemptava contra el lliure exercici de dret dels ciutadans, per la magnitud de la protesta i la presa i la inutilització d'un punt neuràlgic de la ciutat».
El governador Gerardo Morales suspengué la identitat jurídica de l'organització amb un decret al·ludint al fet que les protestes «constituïren una desviació de l'objecte social perseguit per aquestes associacions, perquè han violat els seus estatuts mitjançant actes perpetrats per les seues autoritats i els seus integrants». El 16 de gener de 2016, detingueren Milagro Sala, la qual és considerada per diverses organitzacions nacionals i internacionals, com el Grup de Treball sobre Detenció Arbitrària de l'Organització de Nacions Unides, Amnistia Internacional i la Cort Interamericana de Drets Humans, com una «detenció de caràcter polític». Després de gairebé 60 dies, el 2 de febrer de 2016 es va aixecar l'acampada de la plaça.
Al desembre de 2016, el jutjat Contravencional de Jujuy condemnà la Túpac Amaru a la clausura del local situat al carrer Alvear, de la capital jujenya, durant 3 mesos. A més l'organització fou condemnada a pagar una multa de $3.780 per «la permanència en espais públics i obstaculització de la circulació a la plaça central».
El juny de 2017, el judici fou declarat nul pel jutge de Control número 3 de Jujuy, i revocades les seues sentències.
El 2018 el governador Morales intervingué l'organització; posteriorment uns penedits indicaren que el governador de Jujuy, Gerardo Morales, havia donat ordres directes a diferents punters del radicalisme provincial perquè retiraren dòlars d'una seu bancària i els dipositaren al local de l'organització a fi d'armar una nova campanya contra Milagro Sala. Segons va revelar una alta font de l'executiu provincial penedida planejaven "trobar" dòlars dins un pou situat a la seu de la Túpac Amaru, que habitualment s'utilitza per a realitzar cerimònies indígenes. Segons la denúncia, "diferents punters polítics radicals afins a Morales retiraren diners del Banc Columbia".